# Cyrtosathe kirkspriggsi
Cyrtosathe kirkspriggsi is een vliegensoort uit de familie van de venstervliegen (Scenopinidae). De wetenschappelijke naam van de soort is voor het eerst geldig gepubliceerd in 2005 door Winterton & Metz.